# Ilha Manitoulin

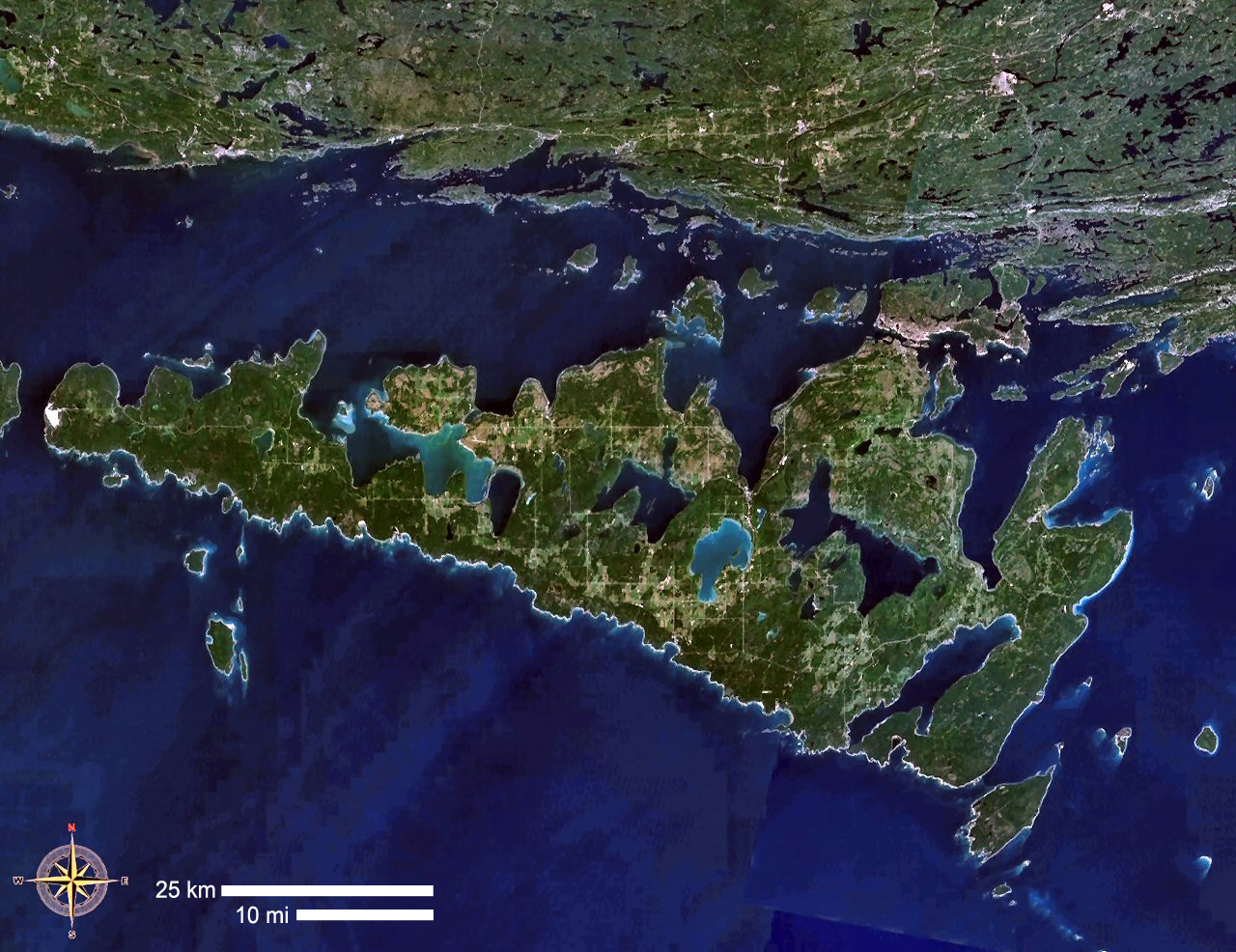
Imagem de satélite da ilha Manitoulin

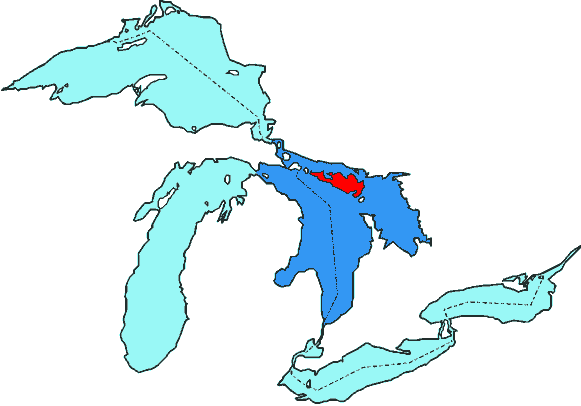
Localização da ilha Manitoulin no Lago Huron

A ilha Manitoulin (em inglês:  Manitoulin Island) é uma ilha no Lago Huron e pertence à província de Ontário, Canadá. Com uma área de 2766 km², é a maior de todas as ilhas em lagos de água doce, sendo mesmo maior que o Luxemburgo. Em 2001 tinha 10 603 habitantes, o que corresponde a uma densidade populacional de cerca de 4 habitantes/km².
Na ilha há no total mais de 80 lagos, alguns dos quais contêm ilhas mais pequenas. O maior é o lago Manitou, que é o maior lago do mundo situado numa ilha no interior de outro lago. A vila histórica de Manitowaning, fundada em 1837, foi o primeira povoação europeia na ilha.